# Leliaards
De leliaards (Latijn: liliardi) waren een partij van Fransgezinde of koningsgezinde edellieden, patriciërs en handelaars in het graafschap Vlaanderen tijdens het Frans-Vlaamse conflict van 1297-1305. Ze noemden zich naar de lelie, het symbool van de Franse kroon, omdat ze ijverden voor de (weder)opname van het graafschap in het Franse kroondomein. 
Veel rijke burgers in de steden kozen partij voor de Franse koning Filips de Schone, tegen graaf Gwijde van Dampierre. De steden die hun belastingen rechtstreeks aan de koning betaalden kregen in ruil voorrechten of vrijheden. Als de koning meer geld nodig had, konden de steden meer privileges afdwingen. Zo kregen zij bijvoorbeeld het recht zelf hun bestuur te kiezen. Naast patriciërs kozen ook edelen partij voor de koning waaronder de heer van Sijsele en de heer van Male.  
De tegenstanders van de leliaards, zowel op politiek als op militair vlak, waren de liebaards, ook wel klauwaards genoemd. De strijd liep uit in een gewelddadig conflict waarbij in april 1302 een Brugse militie naar de kastelen van de leliaards trok om de aanwezigen te vermoorden (zie Brugse Metten).
In de daaropvolgende fase wordt de naam leliaards vooral gebruikt als verwijzing naar het koninklijke Franse leger dat oprukte naar Vlaanderen maar in de Guldensporenslag werd verslagen door de milities van het graafschap. Deze benaming betekende een verschuiving in de betekenis. Het grootse deel van het leger bestond namelijk uit Franse ridders en maar een klein deel van de Franse troepen waren leliaards, of koningsgezinde patriciërs van Vlaamse afkomst.